# Ópio

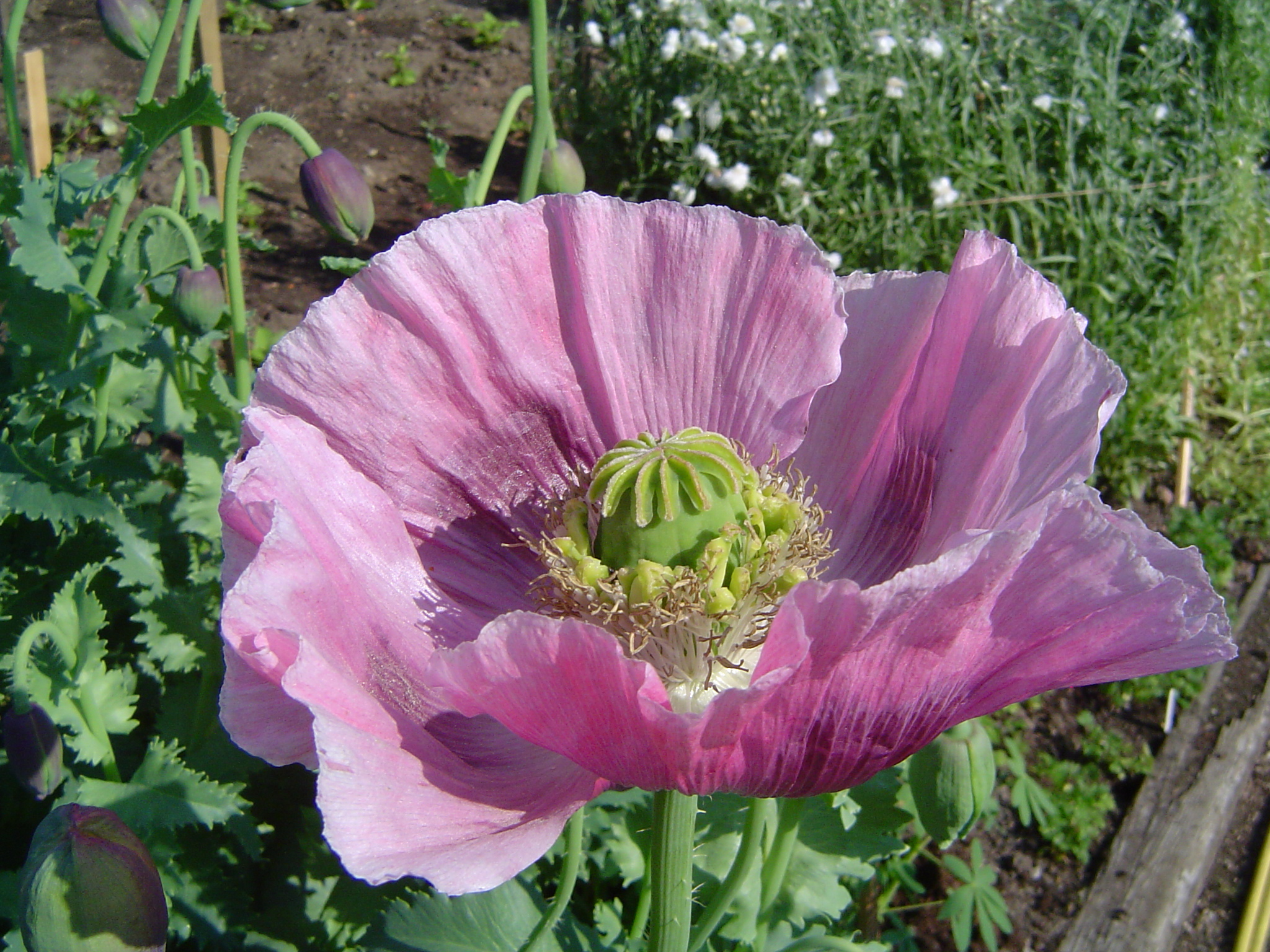
Flor da papoula

O ópio, do latim opium, e este, por sua vez, do grego ὄπιον, transl. ópion (derivado de ὀπός, transl. opós, 'suco' [da planta]),  historicamente conhecido como anfião no comércio oitocentista português com a China, é uma mistura de alcaloides extraídos de uma espécie de papoila (Papaver somniferum), de ação analgésica, narcótica e hipnótica.
O ópio é produzido mediante a desidratação do suco espesso (látex) contido nos frutos imaturos (cápsulas) da planta. O látex contém aproximadamente 12% de morfina, alcaloide analgésico que é processado quimicamente para produzir heroína e outros opioides sintéticos de uso medicinal, embora também  negociados ilegalmente. O látex  contém, ainda, os opiatos codeína e tebaína, além de alcaloides não analgésicos, tais como a papaverina e a noscapina.
O uso do ópio mascado, que se espalhou no Oriente, provoca euforia, seguida de um sono onírico; o uso repetido conduz ao hábito, à dependência química, uma vez que é efetivamente um veneno estupefaciente. A medicina o utiliza, assim como os alcaloides que ele contém (morfina e papaverina), como sonífero analgésico.
Em vários países pobres do mundo, a falta de oportunidades e opções de trabalho muitas vezes leva boa parte dos camponeses a cultivar plantas da papoula, que está na base da produção industrial do ópio. Relato de trabalhadores mexicanos ao Jornal El País, publicado em maio de 2016, indicam a própria sobrevivência como principal motivador de tal atividade, não obstante os riscos envolvidos.

## História

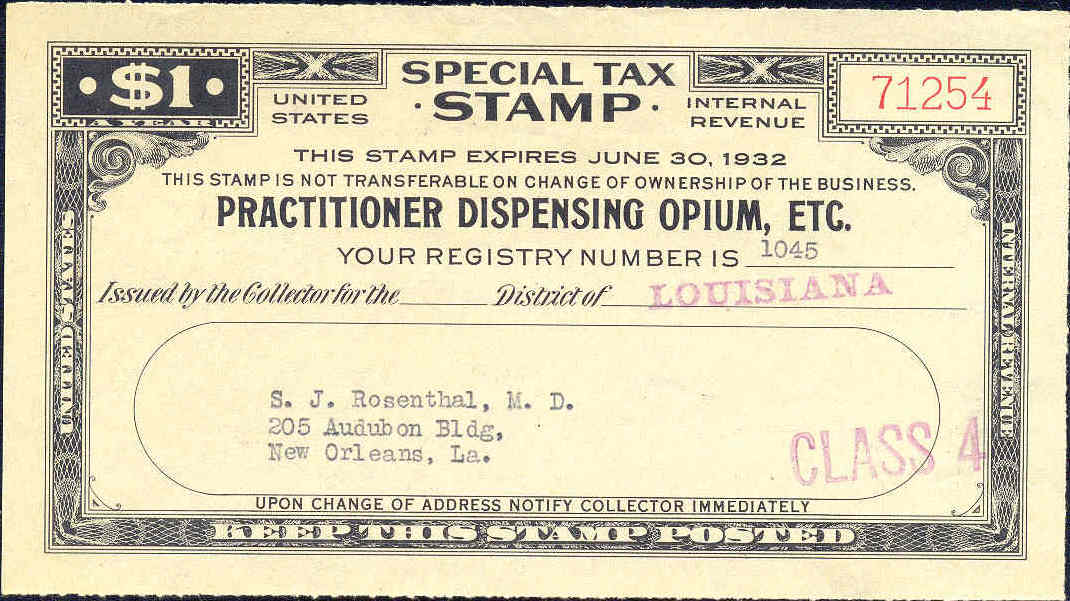
Selo de produtor de ópio da Louisiana (1932).

Os gregos chamaram ὄπιον ("ópion"), derivado de ὀπός ("opós", suco vegetal), ao suco das papoilas, cujo poder hipnótico e euforizante os sumérios já conheciam há seis mil anos e chamavam a papoila planta da alegria. Este nome aparece documentado em latim por Plínio como opium, com o mesmo significado, no século I da nossa era. Entre os romanos, o ópio era também conhecido com lachryma papaveris ('lágrima da papoula').
Homero descreve na Odisseia os efeitos desta planta muito conhecida na Grécia clássica, ainda que seu uso, curiosamente, não tenha se estendido ao resto da Europa por intermédio dos gregos, mas sim dos árabes, que recolhiam o ópio no Egito, onde era usado amplamente na medicina, e o levavam para vendê-lo tanto no Oriente como no Ocidente.
Até o século XIX, a venda dessa droga era livre, pois estava cercada de uma aura de substância benéfica que aliviava dores e sofrimentos.
Os adversários do filósofo alemão Karl Marx (1818-1883) recordam com frequência que ele era um inimigo da religião com base numa frase da sua autoria na qual afirmava que a religião era o ópio do povo,  embora a  comparação não seja de autoria dele. Segundo Marx, a religião servia como alívio ilusório ao sofrimento dos pobres, como vemos na citação do seu texto:
"A miséria religiosa é, de um lado, a expressão da miséria real e, de outro, o protesto contra ela. A religião é o soluço da criatura oprimida, o coração de um mundo sem coração, o espírito de uma situação carente de espírito. É o ópio do povo."

## Guerras do ópio
O tráfico ilegal de ópio no mercado chinês promovido pela Companhia Britânica das Índias Orientais para contrabalançar suas finanças causou dois conflitos entre China e Reino Unido durante o século XIX, as Guerras do Ópio, que resultaram na abertura do mercado chinês aos produtos e ópio ocidentais e ao crescimento de um sentimento nacionalista e guerras civis que resultaria no fim do regime imperial. Mais tarde tentaram acusar o Partido Comunista Chinês de traficar ópio por toda a Ásia, algo que não foi comprovado.

## Características gerais

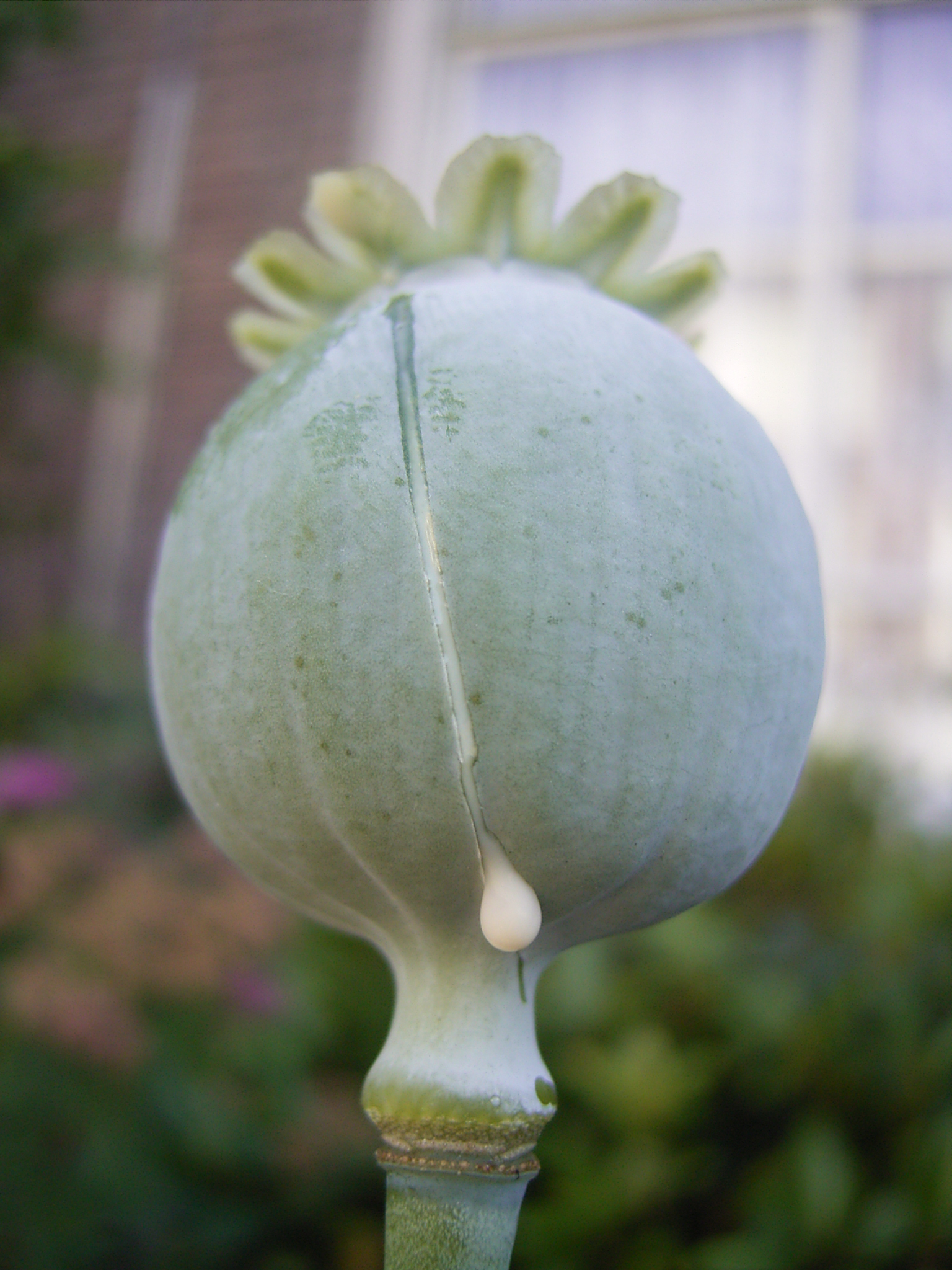
Incisão na cápsula da Papaver somniferum, permitindo a saída do látex (ópio)

É um suco resinoso, coagulado, o látex leitoso da Papaver somniferum, extraído por incisão feita na cápsula da planta, depois da floração.
O ópio tem um cheiro típico, considerado muito desagradável. Odor que se manifesta, especialmente, com o calor. Seu sabor é amargo e um pouco acre, sendo castanha a sua cor. Os principais Alcaloides do ópio são: a morfina (10%), a codeína, a tebaína, a papaverina, a narcotina e a narceína.
Sua ação apresenta-se em duas formas:
1. Alcaloides de ação deprimente: morfina, codeína, papaverina, narcotina e narceína
  - influência no córtex cerebral - morfina
  - influência no sistema respiratório - codeína
  - antiespasmódicos e paralisantes das fibras musculares dos órgãos de musculatura involuntária (estômago, por exemplo) - papaverina, narcotina e narceína
2. Alcaloides de ação excitante - laudanosina e tebaína.

## Consequências
No Brasil, o número de dependentes químicos do ópio é pequeno. Para se fumar o ópio, utiliza-se um cachimbo especial, com uma haste de bambu e um fornilho de barro, e os seus adeptos seguem um verdadeiro ritual. Também utilizado na forma de comprimido, supositórios, etc.
A longo prazo, o uso do ópio causa irritabilidade crescente, bem como degeneração mental e intelectual, com declínio marcante de hábitos sociais. Além disso, usuários da substância apresentam  baixa resistência a infecções, com perda de peso. A pele apresenta-se amarelada.
Os sintomas de  abstinência podem começar em, aproximadamente, doze horas, apresentando-se de várias formas - desde bocejos até diarreias, passando por rinorreia, lacrimação, suores, falta de apetite, calafrios, tremores, câimbras abdominais e insônia ou, ainda, inquietação e vômitos.
Os opiáceos determinam violenta dependência física e psíquica, e a retirada brusca da droga pode ocasionar até a morte.[carece de fontes?]